# Vulcanologie

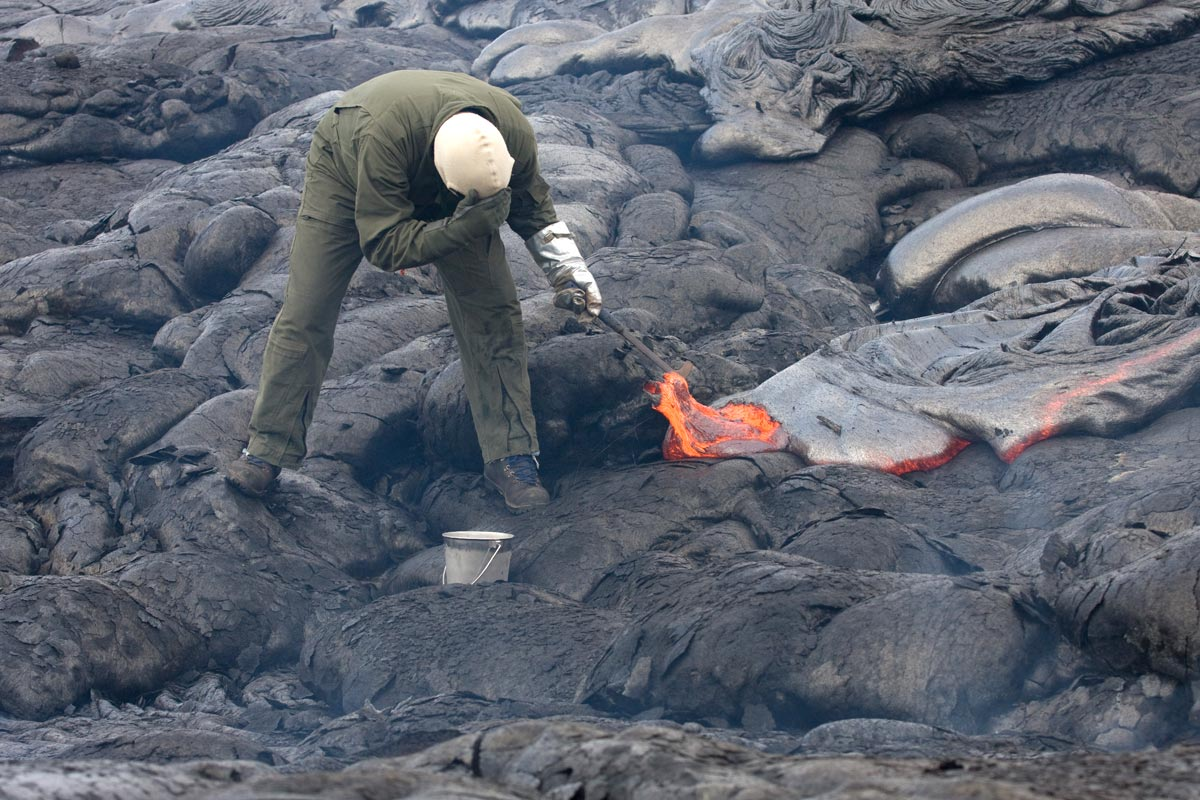
Un vulcanolog extrage mostre de lavă

Vulcanologia este știința care se ocupă cu studiul activității vulcanilor, lavei, magmei și a altor fenomene geologice, geofizice și geochimice. Persoana specializată în vulcanologie se numește vulcanolog.